# CoreAVC
CoreAVC fue un códec Software propietario para decodificar el formato de video H.264/MPEG-4 AVC (Advanced Video Coding).
Este decodificador es actualmente uno de los más rápidos y ligeros, incluso existe hardware basado en el. Esto permite que algunos computadores con procesadores más lentos sean capaces de reproducir videos incluso de alta definición. Además soporta todos los perfiles de video h264 excepto 4:2:2 y 4:4:4.
Su precio bordea los $15.
Además CoreAVC está incluido como una parte del CorePlayer Multimedia Framework y está siendo usado por Joost un sistema para distribuir videos por Internet usando peer-to-peer TV technology.

## El CoreAVC-Para-Linux DMCA
Un proyecto de Software libre llamado CoreAVC-For-Linux y hospedado en Google Code modifica el cargador del reproductor MPlayer y permite usar el códec CoreAVC de windows mediante DirectShow en sistemas operativos basados en linux. Esto  no incluye el programa CoreAVC, ya que simplemente permite a mplayer hacer uso de él. Este proyecto también cuenta con parches para utilizar el códec en el software MythTV,  Software libre como el Home Theater Personal Computers y el reproductor xine.
En mayo de 2008 el proyecto CoreAVC-For-Linux fue dado de baja por Google por una queja de incumplimiento de la DMCA Hubo especulación por la queja, ya que el proyecto no utiliza material con derechos de autor, pero se puede haber utilizado técnicas de ingeniera inversa, lo que CoreCodec, Inc. interpretó como una violación de la DMCA. CoreCodec indicó que la razón era creer que se había utilizado ingeniera inversa lo que fue un error y se pidió disculpas a la comunidad El proyecto se encuentra de nuevo en línea, habiendo sido reconocido por CoreCodec.

## Soporte multiplataforma
A comienzos del 2008 y debido a la demanda, CoreCodec exportó el códec CoreAVC hacia varias plataformas incluyendo algunos tipos de GPUs. Ahora cuenta con soporte para Windows, MacOS X y Linux, como también algunos sistemas operativos de móviles tales como PalmOS, Symbian, Windows CE y Windows para Teléfonos inteligentes - Aunque la versión de Linux esta solamente disponible para OEM.
Junto con los nuevos sistemas operativos, varias nuevas arquitecturas de CPU tienen soporte. CoreAVC (ahora renombrado como CorePlayer Archivado el 3 de julio de 2009 en Wayback Machine. Desktop/Mobile) ahora corre en 32- y 64-bit-x86, y en PPC (incluido Altivec-Support), ARM9, ARM11 y MIPS. Entre las `GPUs soportadas se encuentran Intel 2700g, ATI Imageon, Marvell Monahan, (limited) Qualcomm QTv. Además se anunció que pronto habrá soporte de más GPUs

## Nvidia CUDA
El 10 de febrero de 2009, CoreCodec lanzó una actualización de CoreAVC que implementa soporte para la tecnología Nvidia CUDA. CUDA permite utilizar los procesadores gráficos de las tarjetas de video Nvidia para decodificar el video.